# معركة مضيق كيرتش (1774)

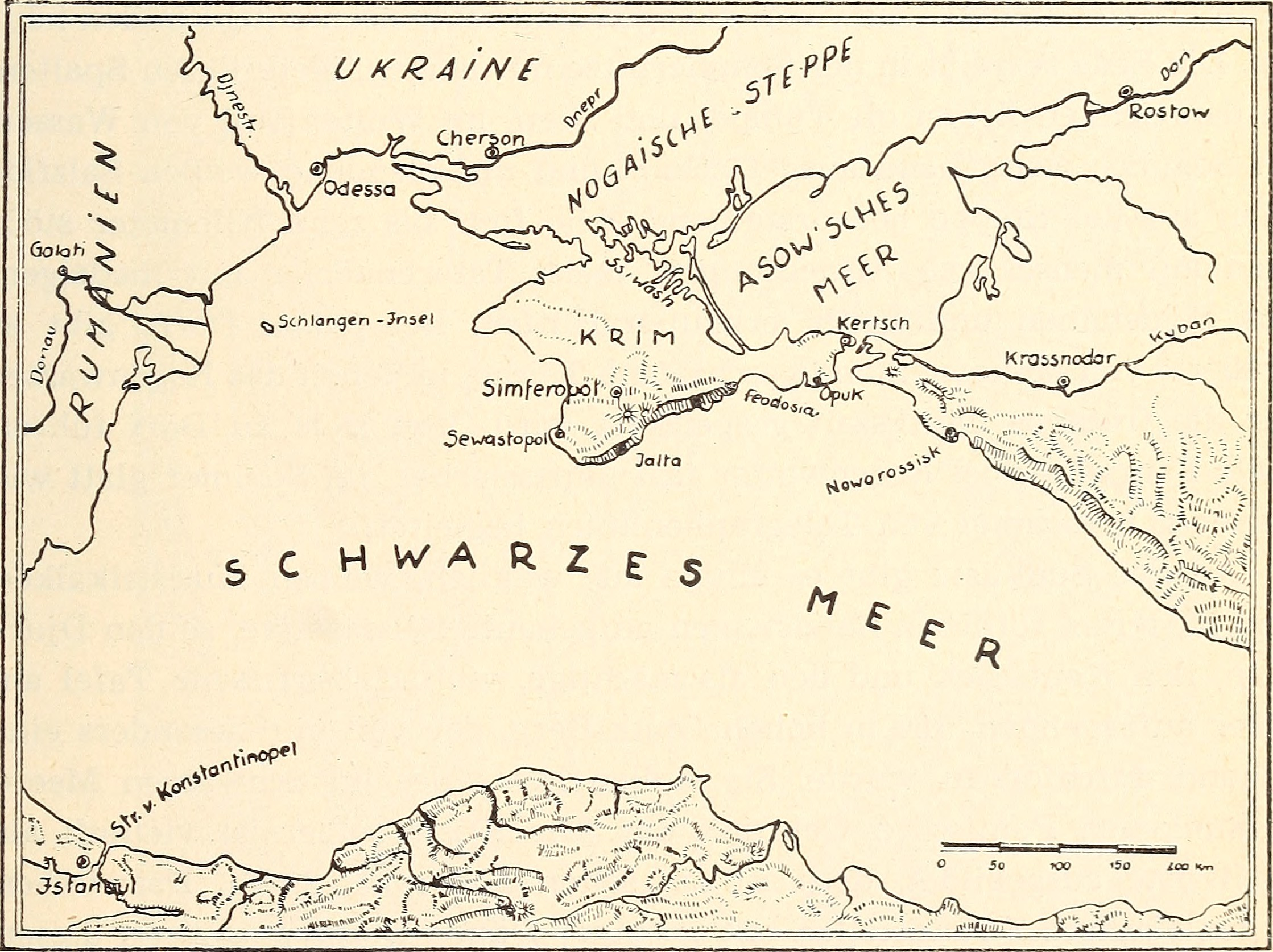
معركة مضيق كيرتش (1774)

وقعت هذه المعركة خلال الحرب الروسية التركية (1768–1774)، في 20 يونيو و 9 يوليو 1774 جنوب كيرتش، القرم.
في يوم 20 يونيو قامت قوة عثمانية مكزنة من 5 بوارج، 9 فرقاطات و 26 قادس وزيبك بمفاجأة قوة روسية تحت قيادة الاميرال سينيافين، مكونة من 3 فرقاطات و 4 سفن 16 بندقية، 2 قنبلة و 3 زوارق صغيرة وحاولوا القضاء عليهم . توقف الروس خارج مضيق كيرتش وأبحروا نحو كيرتش في اليوم التالي.
في 9 يوليو، قام العثمانيون، الذين كانوا بحاجة إلى تدمير السفن الروسية حتى يتمكن جيشهم البري من عبور مضيق كيرتش، بالهجوم، لكنهم تخلوا عن المحاولة بعد أن تبين أن القنابل الروسية كان لها نطاق أكبر. كانت القوة العثمانية في ذلك اليوم تتألف من 6 سفن حربية و 7 فرقاطات وقنبلة واحدة و 17 سفينة وزيبك.